# Strathmerton
Strathmerton is een plaats in de Australische deelstaat Victoria en telt 451 inwoners (2006).